# Goričan
Goričan je vesnice a opčina v Chorvatsku, v Mezimuřské župě. V roce 2001 zde žilo 3 148 obyvatel. Leží u hranic s Maďarskem. Opčinu tvoří jediné sídlo – Goričan.